# 這場遊戲那場夢
《這場遊戲那場夢》為臺灣創作歌手王傑的第三十九張專輯，於2023年1月13日發行。

## 專輯簡介
2022年12月7日，所屬華納音樂的Timeless Music Asia粉絲專頁正式宣佈王傑全新創作單曲《一場遊戲一場夢(結束篇)》將於12月14日在Hit FM進行首播，並於同年12月19日，王傑出道35週年之際於各大音樂串流平台上線。2023年1月5日，宣佈十首全新創作專輯《這場遊戲那場夢》將於1月13日實體、音樂串流同步推出，並於1月6日各大唱片行開放預購。
此專輯王傑雖未參與宣傳，但仍舊在各大實體、網路唱片排行榜上有著相當好的銷售成績，主打歌也於發行短短不到一個月的時間即入選2022 Hit Fm 年度百首單曲。

## 曲目
| 曲序 | 曲名                   | 曲   | 詞   | 編曲   | 附註                                                                             |
| 01   | 一場遊戲一場夢(結束篇) | 王傑 | 王傑 | 許恒瑞 | 第一波主打 保留原裝和弦走法以及音樂風格，不過重新改寫詞曲                        |
| 02   | 黯然離別               | 王傑 | 王傑 | 許恒瑞 | 第二波主打                                                                       |
| 03   | 想見你                 | 王傑 | 王傑 | 許恒瑞 |                                                                                  |
| 04   | 我依然愛你             | 王傑 | 王傑 | 許恒瑞 |                                                                                  |
| 05   | 我知道沒有了           | 王傑 | 王傑 | 許恒瑞 |                                                                                  |
| 06   | 2030悲傷預言           | 王傑 | 王傑 | 許恒瑞 |                                                                                  |
| 07   | 對不起你               | 王傑 | 王傑 | 許恒瑞 |                                                                                  |
| 08   | 黃昏的機場             | 王傑 | 王傑 | 許恒瑞 |                                                                                  |
| 09   | 一廂情願               | 王傑 | 王傑 | 許恒瑞 |                                                                                  |
| 10   | 你依然美麗             | 王傑 | 王傑 | 許恒瑞 | 作曲有部分段落為王傑於2013年連夜創作送給雅安地震受災人民的單曲《我不怕》改寫而成 |

## 音樂錄影帶
| #  | 歌名                                          | 導演   | 日期          | 附註 |
| -- | --------------------------------------------- | ------ | ------------- | ---- |
| 1. | 一場遊戲一場夢(結束篇) （页面存档备份，存于） | 黃中平 | 2023年1月1日  |      |
| 2. | 黯然離別 （页面存档备份，存于）               | 黃中平 | 2023年1月13日 |      |

## 銷售成績
- 5大唱片-5大金榜 華語榜 2023年第3週冠軍(2023/01/13~2023/01/19)
- 佳佳唱片-銷售排行榜 華語音樂榜冠軍(2023/01/20~2023/01/26)[4]
- 誠品音樂-暢銷排行榜 亞洲Top10冠軍（2023/01/16～2023/01/19）